# 卡里忒斯

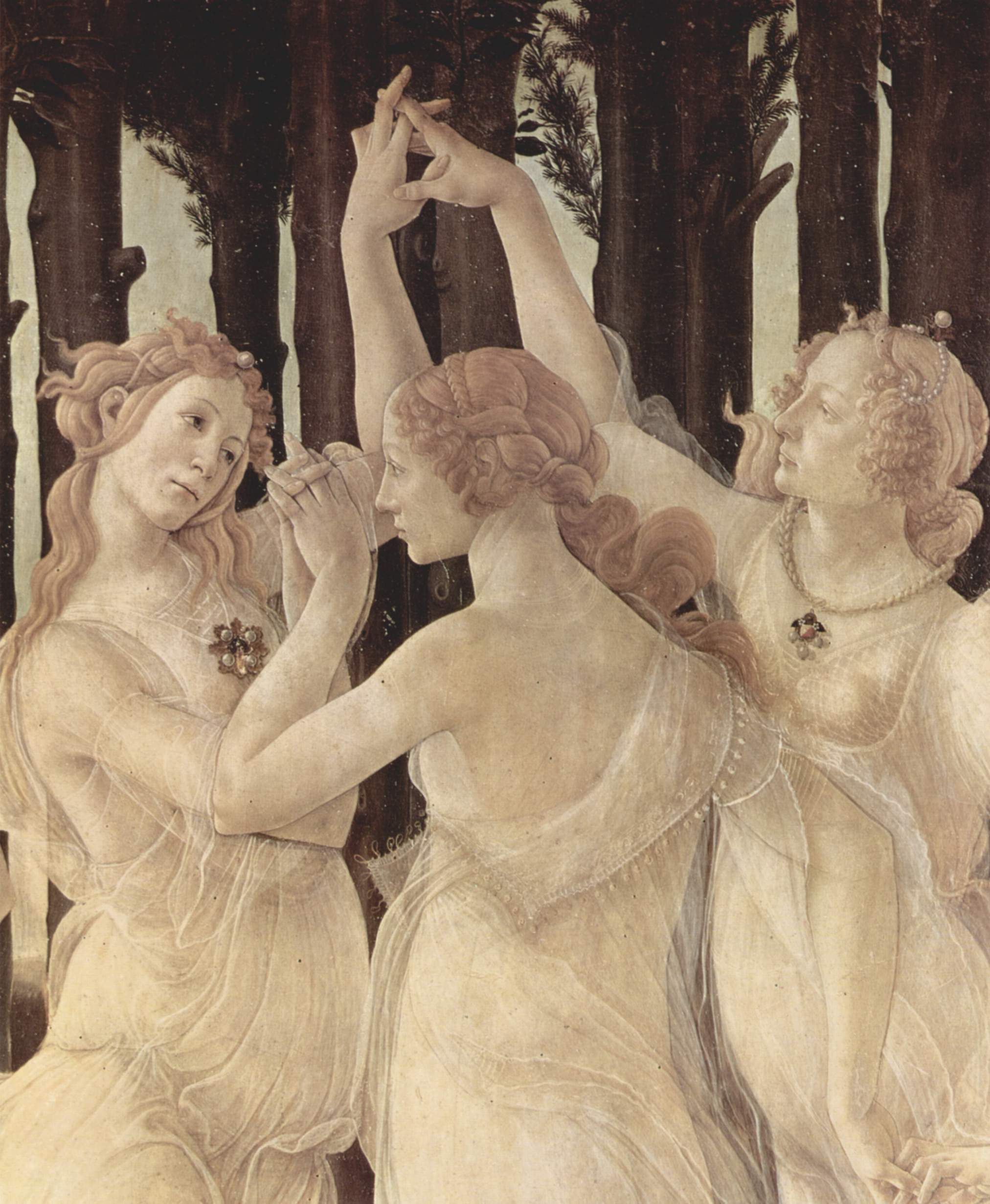
《春》里的美惠三女神（c. 1485-1487），波提切利

卡里忒斯（希臘語：Χάριτες，“恩惠”或“优雅”、“魅力”）在希腊神话中是体现人生所有美好事物的美惠三女神，她们代表了真善美，因此也成为了艺术家们歌颂的主题之一。她们的名字和人数随不同地区和时期有许多变化。但在赫西俄德笔下她们有三位，从年轻至年长分别为：
- 阿格莱亚（Αγλαια，Aglaia / Aglaea、“光芒四射的”）
- 欧芙洛绪涅（Ευφροσυν，Euphrosynê / Euphrosyne、“兴高采烈的”）
- 塔利亚（Θαλια，Thaliê / Thalia、“鲜花盛开的”）

在罗马神话里她们被称为Gratiae。德尔斐附近的赛菲索斯河（Cephissus）是她们的圣地。

## 来历与人数
根据赫西俄德所著作的《神谱》中记载，美惠三女神是宙斯和欧律诺墨的3个女儿；農諾斯所著作的《戴歐尼修斯譚》48.530节说阿克那里翁（Anacreontea）认为她们是狄俄倪索斯和阿芙羅黛蒂的女儿；地理学家保萨尼亚斯（Pausanias）所著作的《希腊志》（Description of Greece）第9卷第35篇第1章中说是赫利俄斯和花园仙子──赫斯珀里得斯之一的埃格勒（Aegle）的女儿，属于希腊和罗马神话中的小神。赫西俄德笔下的美惠女神为前述三位，是最为普遍的说法。
而保萨尼亚斯说斯巴达人（Spartans）只崇拜两位美惠女神，她们是克勒塔（Κλητα，Klêta / Cleta、“荣耀”）和法恩娜（Φαεννα，Phaenna、“辉煌”）。
而雅典人（Athenians）所崇拜的两位美惠女神要更为古老一些，她们是奥克索（Αυξω，Auxô / Auxo、“生长”）和赫革摩涅（΄Ηγεμονη，Hêgemonê / Hegemone、“女王”），奥克索司管春天植物生长，赫革摩涅司管秋天成熟丰收；赫耳墨西阿那克斯（Hermesianax）和《希腊志》第9卷第35篇第1章中又提到了第三位美惠女神，她是佩托（Πειθω，Peithô / Peitho、“劝导”）。
荷马史诗《伊利亚特》中提到了两位美惠女神的名字，她们是睡神许普诺斯之妻帕西忒亚（Πασιθεα，Pasitheê / Pasithea、“万物”）和火神赫淮斯托斯之妻卡里斯（Χάρις，Charis、“优雅”），帕西忒亚为最年轻的美惠女神，卡里斯则是象征优雅的美惠女神。
神话学者罗伯特·格雷夫斯认为荷马最初以“Pasi thea cale”这三个词提到美惠女神，所以荷马史诗中的美惠女神则被认为是帕西忒亚和卡勒（Καλη，Kalê / Cale、“美女”），这三个词组在一起的意思为“所有女神都是美丽的”，卡勒替代了卡里斯，成为了卡里斯的另外一个别名。赫西俄德《神谱》中所提到的赫淮斯托斯的妙龄妻子阿格莱亚就是这两位美惠女神的结合体。
索司特拉图斯（Sostratus）将赫西俄德和荷马给出的名字混合在一起，又组成了另外一组美惠三女神，她们是帕西忒亚（万物女神）、卡勒（美色女神）以及欧芙洛绪涅（欢乐女神）。
诺努斯（Nonnus）组成的一组美惠三女神则是帕西忒亚（万物女神）、佩托（劝导女神）以及阿格莱亚（光辉女神）。
古希腊瓶绘艺术的故事中提到了五位美惠女神，她们主宰世间五种美好：
- 欧代摩尼亚（Ευδαιμονια，Eudaimonia / Eudaemonia、“欢乐”）
- 派狄亚（Παιδια，Paidia / Paedia、“游戏”）
- 潘代西亚（Πανδαισια，Pandaisia / Pandaesia、“盛宴”）
- 潘倪喀斯（Παννυχις，Pannykhis / Pannychis、“夜庆”）
- 安特亚（Ανθεια，Antheia / Anthea、“繁花”）

荷马史诗中写道她们是爱神阿佛罗狄忒的随从，常伴随在她的左右。她们也和地下世界和厄琉息斯秘仪有关联。她们最初与其他女神一样，着白色长裙，但在后来的艺术表现中，她们通常呈现为裸体。她们也是缪斯女神们的同伴，经常在诸神的聚会和宴席上载歌载舞，为大家带来不少欢声笑语。
她们是宴欢，是消费，是最多彩的生活的人格化，美惠女神的生活是希腊人所追求的生活。希腊人的社会建立在赠礼（charistomai）和回馈的基础上，在他们看来，所有获得的都是一种“恩赐”。因而她们不仅仅是生活的理想，更是价值体系的化身。

## 主司神职

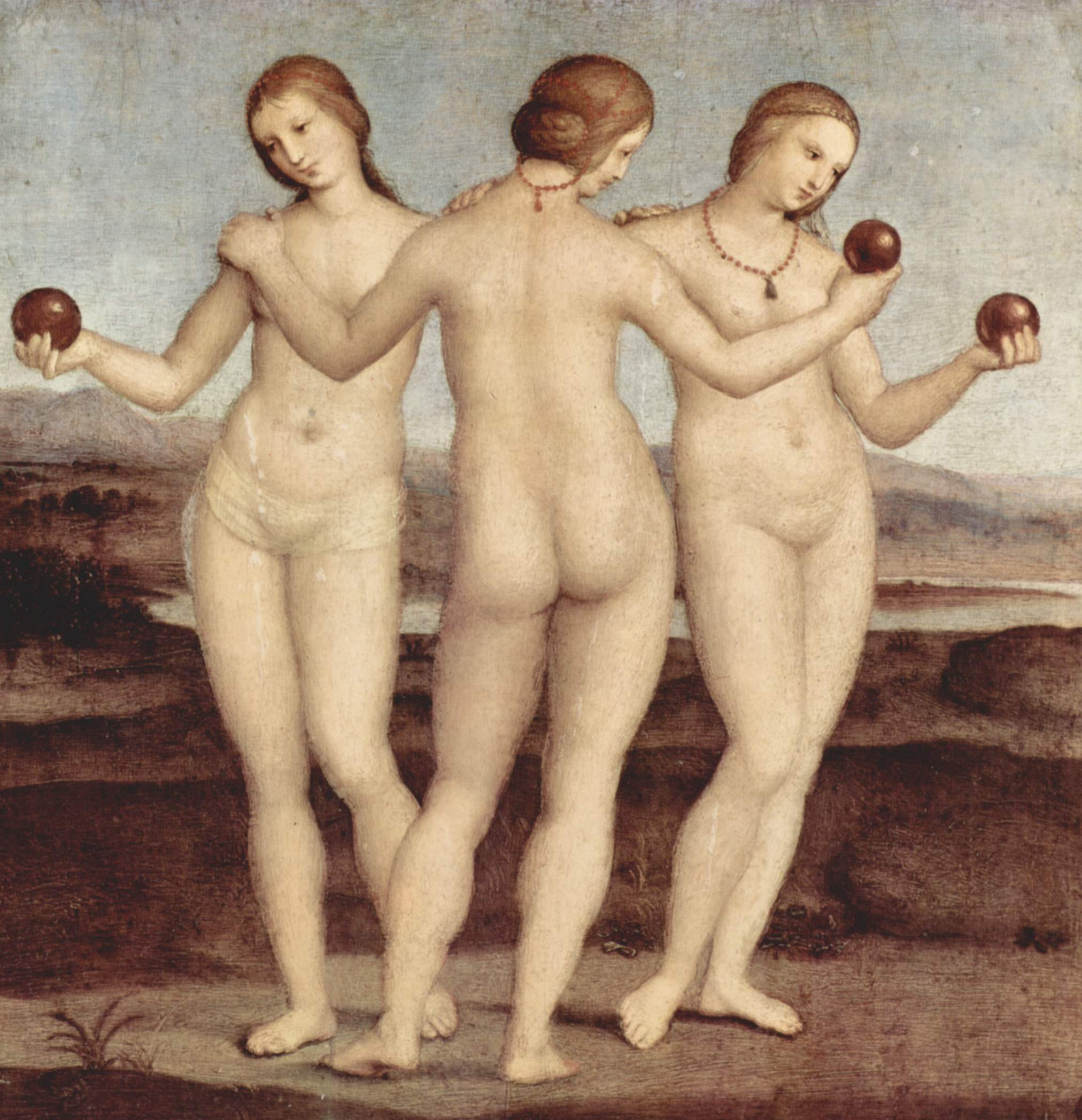
《美惠三女神》（1504—1505）由拉斐尔所画的木刻版画。美惠三女神赐予世界美丽、青春与辉煌，她们的真善美提升了神与人的精神。

她们最早是司管丰收的女神，后来演变成为美惠女神，代表了大自然所赐予的快乐、美丽和丰富的创造力。她们物化了人的欲望，是生命的化身，但并非在于死亡（thanatos，塔那托斯）相对的意义上来说的：她们是生命给人带来的欢愉。所以她们也同时代表游戏，以及所有非理性的行为：婚外的性行为、不饿的时候进餐、舞蹈（作为一种并不必须的身体运动）。
然而，只有在一定的秩序下，生命才能绽放出这种层次的美好。她们需要一个力量来掌控。这种控制来自于阿波罗，用他的齐特拉琴（kithara）指挥她们以规律的节奏和步伐进行舞蹈，这是和崇拜狄俄倪索斯的酒神的狂女的舞蹈完全不同的。同样，由她们代表的节日只在一年的特定时间举行。
美惠女神的神性是司仇恨与复仇的厄里倪厄斯的对称面，他们构成了秩序的明暗两部分：在古代社会，复仇是实践价值的一种途径；而通过交换礼品可以跳出复仇的循环，祛除生命的矛盾。
优雅或魅力是这种神性的外化，可以有不同的种类：如情欲的魅力，由阿佛洛狄特恩惠，能够引起欲望；又如荣耀是战士的魅力；再如国王的魅力能够唤起对律法的尊重（一种  ）。
这种“魅力”（χάρις）也能够施恩于人，比如奥德修斯，由瑙西卡服侍洗浴后，接受了雅典娜馈赠的“魅力”，即变成与神有一样的外表。